# David L. Goldfein

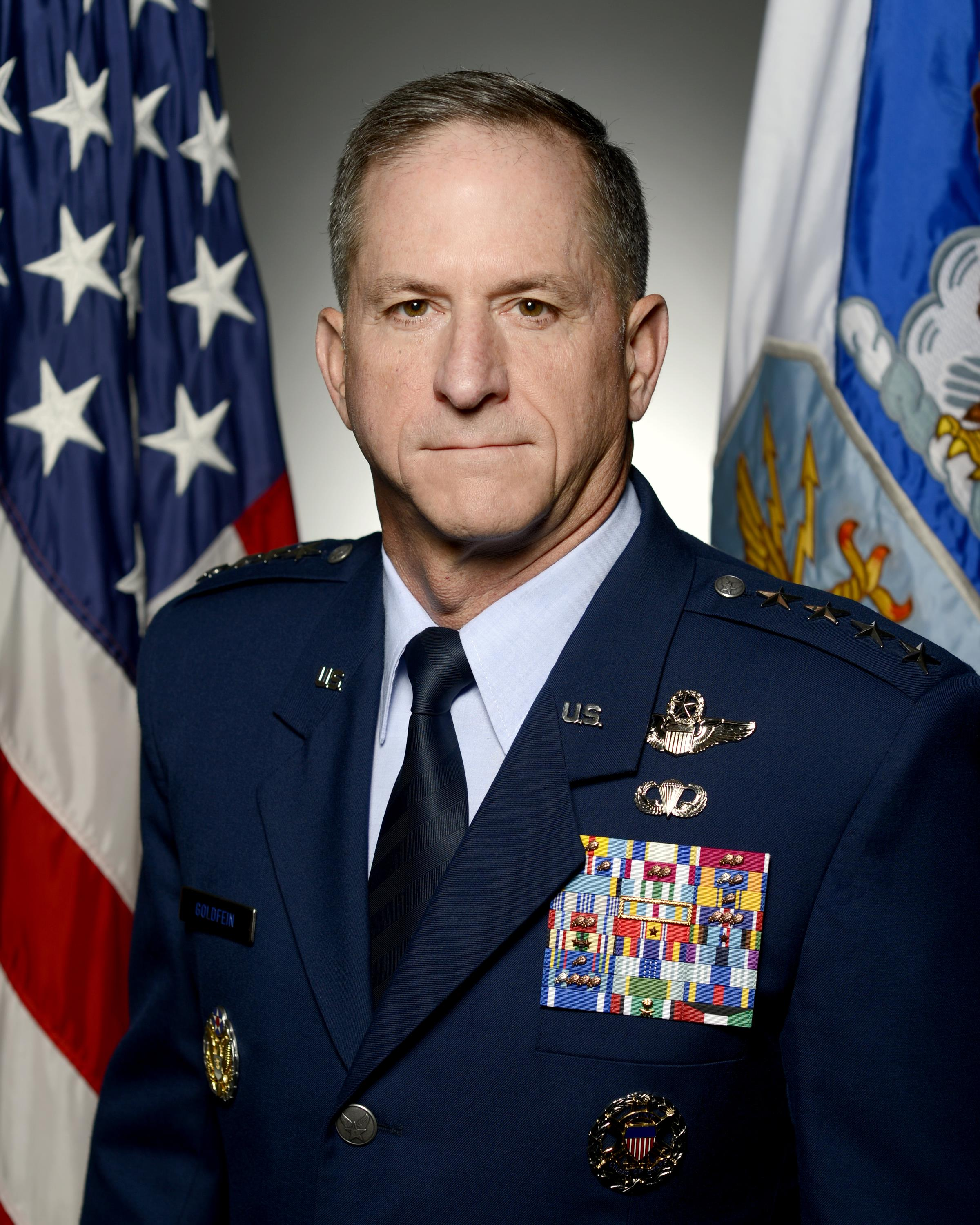
General Davi L. Goldfein (2016)

David Lee Goldfein (* 21. Dezember 1959 auf dem Militärflugplatz Laon-Couvron, Frankreich) ist ein ehemaliger US-amerikanischer Offizier der US Air Force, der unter anderem als General zwischen 2015 und 2016 Vize-Chef des Generalstabes der US Air Force (Vice Chief of Staff of the Air Force) sowie von 2016 bis 2020 Chef des Generalstabes der US Air Force (Chief of Staff of the Air Force) war.
Er war Kampfpilot mit mehr als 4300 Flugstunden, die er auf Flugzeugtypen wie Cessna T-37 „Tweet“, Northrop T-38 „Talon“, General Dynamics F-16 C/D „Fighting Falcon“, Lockheed F-117 A „Nighthawk“, General Atomics MQ-9 „Reaper“ und Beechcraft MC-12W „King Air“ absolvierte, und flog Kampfeinsätze im Zweiten Golfkrieg (Operationen „Desert Shield“, „Desert Storm“), der „Operation Allied Force“ sowie der „Operation Enduring Freedom“.

## Leben

### Ausbildung und Verwendungen als Offizier
David Lee Goldfein ist ein Sohn von Oberst William Michael „Goldie“ Goldfein (1931–2019) und dessen Ehefrau Mary Vanni sowie der jüngere Bruder des späteren Generalmajors Stephen M. Goldfein. Er begann nach dem Schulbesuch eine Offiziersausbildung und ein Studium der Philosophie an der US Air Force Academy in Colorado Springs, die er 1983 mit einem Bachelor of Science (B.S. Philosophy) beendete. Am 1. Juni 1983 wurde er zum Leutnant (Second Lieutenant) befördert und absolvierte zwischen Oktober 1983 und Oktober 1984 die Piloten-Grundausbildung auf dem Militärflugplatz Sheppard Air Force Base, auf dem er im Anschluss von Oktober 1984 bis Februar 1988 selbst als Northrop T-38 „Talon“-Fluglehrer bei der 90. Flugausbildungsstaffel (90th Flying Training Squadron) zum Einsatz kam. Während dieser Zeit wurde er am 1. Juni 1985 zum Oberleutnant (First Lieutenant) sowie am 1. Juni 1987 Hauptmann (Captain) befördert. Zudem absolvierte er 1987 ein Fernstudium an der Squadron Officer School auf der Maxwell Air Force Base und schloss zudem 1987 ein postgraduales Studium im Fach Management an der Oklahoma City University mit einem Master of Business Administration (MBA) ab.
Im Anschluss fand Goldfein zwischen Februar 1988 und Januar 1992 Verwendung als Ausbildungspilot und Schwarm-Kommandeur der 17. Taktischen Kampfstaffel (17th Tactical Fighter Squadron) auf der Shaw Air Force Base. Nachdem er von Januar bis Juni 1992 einen Kurs zum Ausbilder für Kampfwaffen der USAF absolviert hatte, war er zwischen Juni 1992 und Juli 1994 Waffensystemoffizier und Geschwader-Chefoffizier für Waffen und Taktik des 366th Composite Wing auf der Mountain Home Air Force Base.

### Stabsoffizier

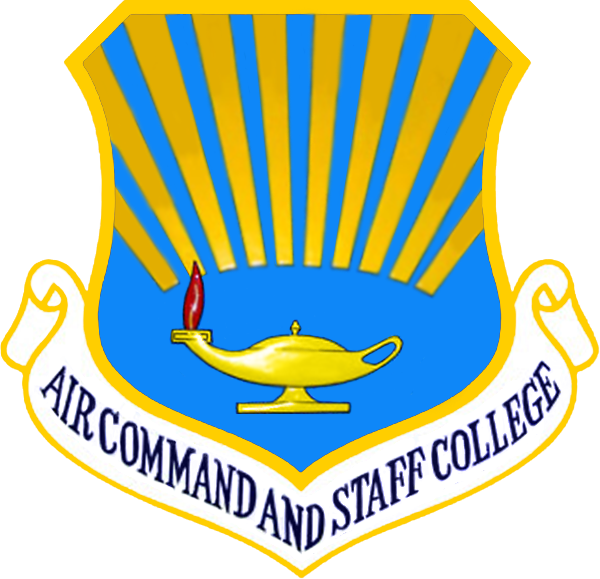
Goldfein von 1994 bis 1995 Absolvent des Air Command and Staff College (ACSC) auf der Maxwell Air Force Base.

Im Anschluss war David L. Goldfein von Juli 1994 bis Juni 1995 Absolvent des Air Command and Staff College (ACSC) auf der Maxwell Air Force Base und erhielt in dieser Zeit am 1. November 1994 auch seine Beförderung zum Major. Im Juni 1995 wurde er nach Europa versetzt, wo er zunächst Sonderassistent des Kommandeurs der Alliierten Luftstreitkräfte der NATO in Südeuropa AIRSOUTH (Allied Air Forces Southern Europe) und der 16. US-Luftflotte (Sixteenth Air Force) in Neapel war, ehe er im Anschluss zwischen Mai 1996 und August 1997 Verwaltungsstabsoffizier beim Kommandeur der US-Luftstreitkräfte in Europa USAFE (US Air Forces in Europe) auf der Ramstein Air Base in Deutschland war. Daraufhin wechselte er zur Aviano Air Base in Italien und war dort zunächst von August 1997 bis Juni 1998 Operationsoffizier sowie daraufhin zwischen Juni 1998 und Juli 2000 Kommandeur der 555. Kampfstaffel (555th Fighter Squadron). In dieser Zeit wurde er am 1. Januar 1998 zum Oberstleutnant (Lieutenant Colonel) befördert und absolvierte zudem 1998 ein Fernstudium am USAF Air War College.
Nach seiner Rückkehr besuchte Goldfein mit einem Stipendium der National Defense Fellowship von Juli 2000 bis Juni 2001 das Senior Seminar des US-Außenministeriums in Arlington und erhielt während dieser Zeit am 1. April 2001 auch seine Beförderung zum Oberst (Colonel). Nachdem er zwischen Juli 2001 und Juli 2002 stellvertretender Leiter der Abteilung Kampfeinheiten im Hauptquartier der US Air Force war, hatte er von August 2002 bis Juli 2004 den Posten als Kommandeur der 366. Operationsgruppe (366th Operations Group) auf der Mountain Home Air Force Base inne. Nach einer erneuten Verwendung in Deutschland zwischen Juli 2004 und Juni 2006 als Kommodore des 52. Kampfgeschwaders (52nd Fighter Wing) auf der Spangdahlem Air Base, war er von Juni 2006 bis Januar 2008 Kommodore des 49. Kampfgeschwaders (49th Fighter Wing) auf der Holloman Air Force Base.

### Aufstieg zum General der US Air Force

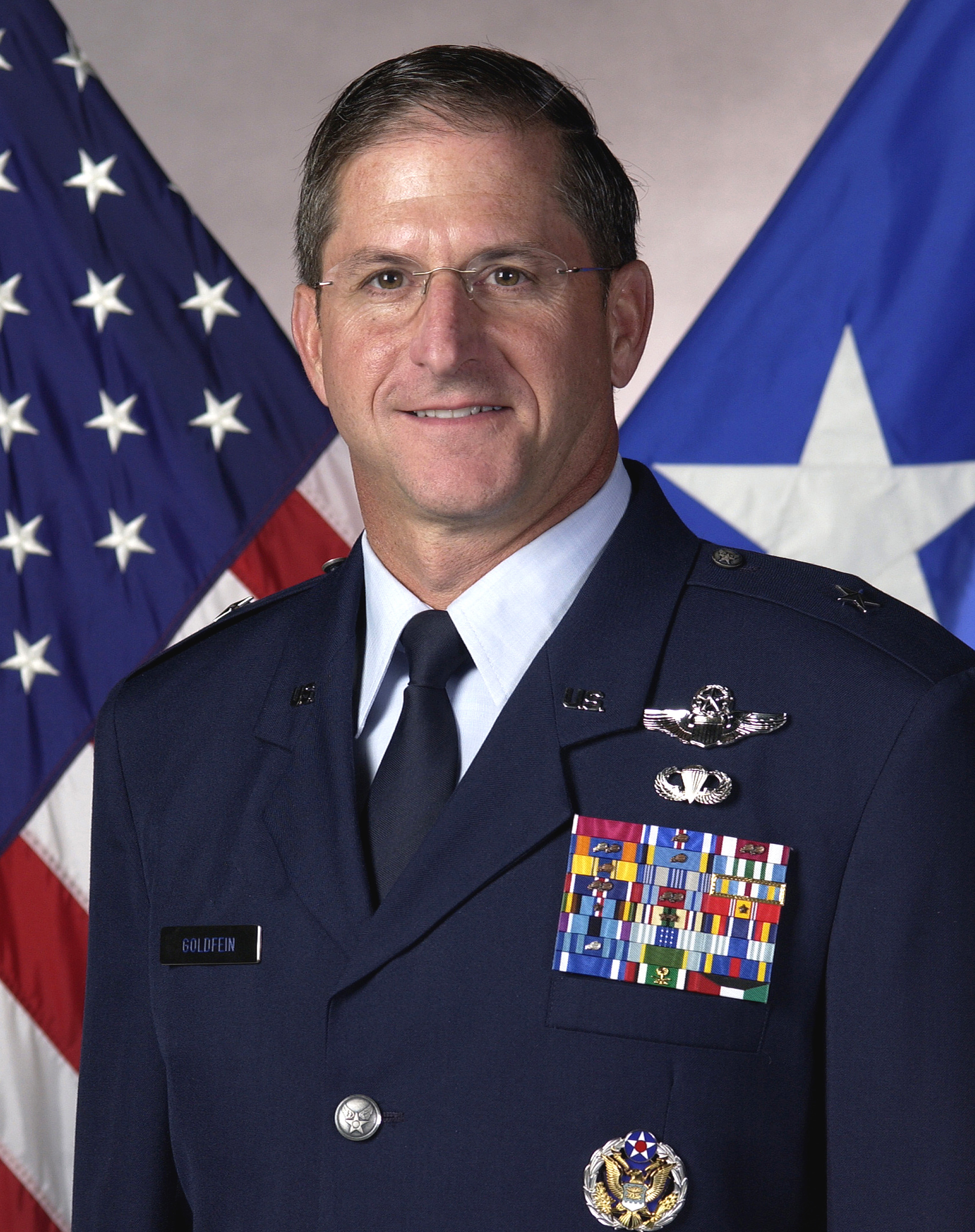
Goldfein als Brigadegeneral (2006)

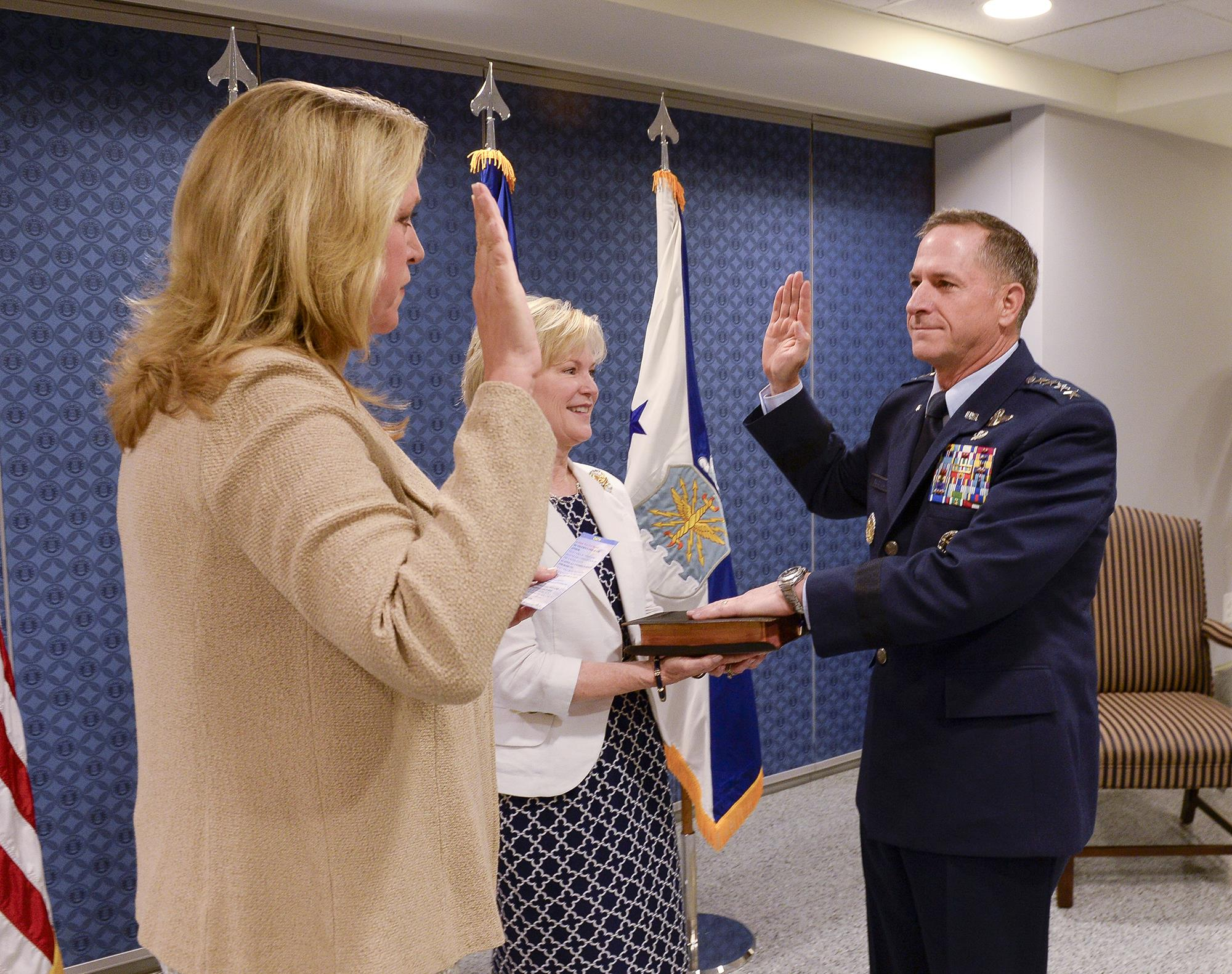
Goldfein mit seiner Ehefrau (Mitte) bei seiner Vereidigung als Chief of Staff of the Air Force durch Luftwaffenstaatssekretärin (US Secretary of the Air Force), Deborah Lee James (1. Juli 2016)

David L. Goldfein wurde am 1. Oktober 2007 zum Brigadegeneral (Brigadier General) befördert und war zwischen Januar 2008 und August 2009 im Hauptquartier der USAF stellvertretender Direktor für Programme im Büro des stellvertretenden Chef des Generalstabes für strategische Planung und Programme (Deputy Chief of Staff for Strategic Plans and Programs). Im Anschluss fungierte er von August 2009 bis August 2011 als Direktor für Operationen des Luftkampfkommandos (Air Combat Command) auf der Joint Base Langley-Eustis und erhielt in dieser Position am 3. Juli 2010 seine Beförderung zum Generalmajor (Major General).
Nachdem Goldfein am 3. August 2011 zum Generalleutnant (Lieutenant General) befördert worden war, fungierte er als Nachfolger von Generalleutnant Gilmary M. Hostage III von August 2011 bis zu seiner Ablösung durch Generalleutnant John W. Hesterman III im Juli 2013 als Kommandeur des Luftwaffenzentralkommandos USCENTAF (US Air Forces Central Command) in Vorderasien auf der Al Udeid Air Base. Im Anschluss wechselte er ins Verteidigungsministerium und fungierte im Pentagon als Nachfolger von Generalleutnant Curtis M. Scaparrotti zwischen August 2013 und seiner Ablösung durch Generalleutnant William C. Mayville Jr. im August 2015 als Direktor des Vereinigten Stabes (Director of the Joint Staff).
Nachdem David L. Goldfein am 17. August 2015 zum General befördert worden war, übernahm er zugleich am 17. August 2015 von General Larry O. Spencer den Posten als Vize-Chef des Generalstabes der US Air Force (Vice Chief of Staff of the Air Force) und hatte dieses Amt bis zum 1. Juli 2016 inne, woraufhin General Stephen W. „Seve“ Wilson ihm am 21. Juli 2016 nachfolgte. Als Vize-Stabschef der US-Luftwaffe leitete er den Luftstab (Air Staff) und war Mitglied des Aufsichtsrates für Anforderungen der Vereinigten Stabsches (Joint Chiefs of Staff Requirements Oversight Council).
Zuletzt wurde Goldfein am 1. Juli 2016 als Nachfolger von General Mark A. Welsh zum 21. Chef des Generalstabes der US Air Force (Acting Chief of Staff of the Air Force) ernannt. Er verblieb auf diesem Posten bis zu seinem Ausscheiden aus dem aktiven Dienst am 6. August 2020 und wurde daraufhin von General Charles Q. Brown Jr. abgelöst. Als Chef des Generalstabes war er als ranghöchster uniformierter Luftwaffenoffizier für die Organisation, Ausbildung und Ausrüstung von 685.000 aktiven Dienst-, Wach-, Reserve- und Zivilkräften verantwortlich, die in den Vereinigten Staaten und im Ausland eingesetzt sind. Als Mitglieder der Joint Chiefs of Staff fungieren der Stabschef der Luftwaffe und die Stabschefs der anderen Teilstreitkräfte als militärische Berater des Verteidigungsministers, des Nationalen Sicherheitsrats (US National Security Council) und des Präsidenten.

## Auszeichnungen
Auswahl der Dekorationen, sortiert in Anlehnung der Order of Precedence of Military Awards:
- Defense Distinguished Service Medal (3×)
- Air Force Distinguished Service Medal
- Legion of Merit (3×)
- Distinguished Flying Cross (2×)

## Veröffentlichung
- Sharing Success, Owning Failure. Preparing to Command in the Twenty-First Century Air Force, Air University Press, 2001